# 利梅泽勒
利梅泽勒（法語：Limerzel，法語發音：[limɛʁzɛl]）是法国莫尔比昂省的一个市镇，属于瓦讷区。

## 地理
利梅泽勒（47°38'12"N, 2°21'14"W）面积25.15 平方千米，位于法国布列塔尼大區莫尔比昂省，该省份为法国西北部沿海省份，位于布列塔尼半岛南部，北起阿摩尔滨海省、西接菲尼斯泰尔省，南濒大西洋，东南接大西洋卢瓦尔省，东临伊勒-维莱讷省。
与利梅泽勒接壤的市镇（或旧市镇、城区）包括：马朗萨克、卡当、佩欧勒、勒盖尔诺、努瓦亚勒-米济亚克、凯斯唐贝尔。

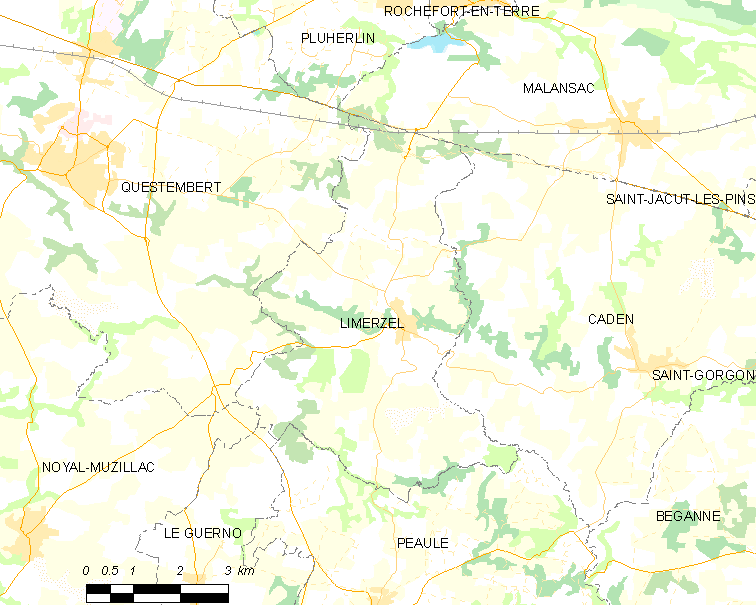
利梅泽勒的OSM定位图

利梅泽勒的时区为UTC+01:00、UTC+02:00（夏令时）。

## 行政
利梅泽勒的邮政编码为56220，INSEE市镇编码为56111。

## 政治
利梅泽勒所属的省级选区为凯斯唐贝尔县。

## 人口

1962-2008年间利梅泽勒人口变化图示

利梅泽勒于2022年1月1日时的人口数量为1306人。